# Cochran County
Cochran County je okres ve státě Texas v USA. K roku 2010 zde žilo 3 127 obyvatel. Správním městem okresu je Morton. Celková rozloha okresu činí 2 007 km².